# ظرف صابون (فیلم)
ظرف صابون (انگلیسی: Soapdish) فیلمی آمریکایی است که در سال ۱۹۹۱ منتشر شده.

## بازیگران
- سالی فیلد
- کوین کلاین
- رابرت داونی جونیور
- کتی موریارتی
- الیزابت شو
- ووپی گلدبرگ
- کری فیشر
- گری مارشال
- تری هچر
- کتی ناجیمی
- پل جوهانسون
- شیلا کلی
- ماریان مولرلایلی